# Андрей Козирев
Андрей Владимирович Козирев (на руски: Андре́й Влади́мирович Ко́зырев) е бивш руски министър на външните работи по време на управлението на Борис Елцин.

## Биография
Роден е на 27 март 1951 г. в Брюксел. Завършил е Московския държавен университет за международни отношения. През 1978 г. постъпва на работа в Министерството на външните работи на СССР, където заема редица длъжности, включително началник на Управление „Международни организации“.
Става министър на външните работи на Русия по времето на президента Борис Елцин от октомври 1990 г. Превръща се в една от най-либералните прозападни фигури при управлението на Елцин. През януари 1996 г. под натиска на твърдолинейни националисти е принуден да подаде оставка.

## Политическа кариера
Кариерата на Козирев в Министерството на външните работи го определя като обещаващ, млад съветски дипломат. В отдел „Международни организации“ е аташе (1979), трети (1980), втори (1981) и първи секретар (1984), консул (1986). След реорганизацията на министерството от външния министър Едуард Шеварднадзе при Горбачов Козирев става заместник-началник на Управление „Международни организации“ през 1988 г. и началник през 1989 г.
Спечелва доверието на Елцин, след като Русия става независима държава. Избран е за външен министър на Русия (на 39-годишна възраст) през 1990 г.
Козирев се опитва да изгради партньорство между Русия и Запада след Студената война. Лобира за сътрудничество със САЩ при конфликт, като настоява Русия да бъде третирана като световна сила в международната политика, а не като паднала сила. Насърчава сключването на споразумение със САЩ за контрол над въоръженията и неразпространението на ядрени оръжия.
През декември 1992 г. Козирев подчертава противопоставянето си на консервативните социалистически сили в Русия чрез драматични и безпрецедентни дипломатически маневри. Той шокира външните министри на Kонференцията за сигурност и сътрудничество в Европа с реч, отправена към много от възгледите на консервативната опозиция и заплащваща с връщане към Студената война. Тази реч изненадва дори руската делегация. Час след произнасяне на речта си Козирев се отказва от нея, обявявайки, че съдържанието ѝ е целяло да привлече вниманието към опасностите в случай, че опозицията вземе властта на мястото на президента Елцин.
На изборите през декември 1993 г. Козирев се кандидатира за място в долната камара на руския парламент като кандидат в листата на либералния „Избор на Русия“ и кандидат от Мурманска област. Спечелва място с 60% от гласовете.
Козирев владее английски, испански и френски. Известен със своята любезност и изисканост, той се нарежда сред най-либералните членове на руското правителство. Често е мишена за атаките на консерваторите, които намират руската външна политика за твърде прозападно европейска и твърде незаинтересова от националистическите проблеми като статута на етническите руснаци в съседни страни или статута на Крим, за който смятат, че е удачно да се присъедини обратно към Русия.

## Изборите заплашват реформите
Комунистите и крайните националисти, сред които и Владимир Жириновски, също постигат добри резултати на изборите. Вследствие на това натискът към руската политика с цел тя да стане по-консервативна се засилва, а някои от промените стават реалност. Реформи има по отношение на подходите, упражнявани върху статута на руснаците в бившите съветски републики.
Козирев подава оставка на 5 януари 1996 г., след като Елцин поема по-твърд подход на външна политика. Официално той се оттегля, защото е избран за член на Държавната дума (долната камара на руския парламент) и руското законодателство не позволява едновременна служба в изпълнителната и законодателната власт.
Въпреки че Андрей Козирев не е участвал във вземането на решения от страна на Кремъл за атака на Чечня през 1994 г., той е обвинен за международните спорове във връзка с конфликта. Сочен е за изкупителна жертва и за провала при опитите за предотвратяване на бомбардировките на НАТО в Босненска Сърбия, както и за неосъществената идея за разширяване на НАТО в Източна Европа.
Дори след уволнението му Козирев остава лоялен към Елцин и е описван от писатели като човек, рационално приемащ нестраведливостта, подобаващо на мъченик. При запитване дали е бил уволнен с цел усмиряване на антиреформистките сили Козирев отговаря на „Лос Анджелис Таймс“ следното:
| „     | Не бих казал, че непременно съм изкупителна жертва. Смятам, че това е различие в мненията. Това беше един истински политически конфликт. Аз загубих. И бях отхвърлен. Вярвам, че моето политическо виждане рано или късно ще бъде реабилитирано. Понякога печелиш, понякога губиш! | “ |
| [ 1 ] | |   |